# Valentine Nelson
Valentine Nelson, né le 12 avril 1987 en Papouasie-Nouvelle-Guinée, est un joueur de football international papouan-néo-guinéen, qui évolue au poste de défenseur.

## Biographie

### Carrière en sélection
Valentine Nelson reçoit huit sélections en équipe de Papouasie-Nouvelle-Guinée entre 2011 et 2014. Toutefois, seulement sept sélections sont officiellement reconnues par la FIFA.
Il joue son premier match en équipe nationale le 27 août 2011, contre les Îles Cook (victoire 4-0).
Il dispute trois matchs rentrant dans le cadre des éliminatoires du mondial 2014.
Il participe avec l'équipe de Papouasie-Nouvelle-Guinée à deux Coupes d'Océanie, en 2012 et 2016.

## Palmarès
Papouasie-Nouvelle-Guinée
- Coupe d'Océanie :
  - Finaliste : 2016.